# Listă de comune din raionul Criuleni
Această listă conține comunele din raionul Criuleni, Republica Moldova, cu satele din componența lor. Celulele gri indică localitățile consemnate ca „sat (comună)” în Legea privind organizarea administrativ-teritorială a Republicii Moldova.
| Comuna        | Satul de reședință | Sate componente   |
| ------------- | ------------------ | ----------------- |
| Bălăbănești   | Bălăbănești        | Bălăbănești       |
| Bălăbănești   | Bălăbănești        | Mălăiești         |
| Bălăbănești   | Bălăbănești        | Mălăieștii Noi    |
| Bălțata       | Bălțata            | Bălțata           |
| Bălțata       | Bălțata            | Bălțata de Sus    |
| Bălțata       | Bălțata            | Sagaidac          |
| Bălțata       | Bălțata            | Sagaidacul de Sus |
| Boșcana       | Boșcana            | Boșcana           |
| Boșcana       | Boșcana            | Mărdăreuca        |
| —             | —                  | Cimișeni          |
| —             | —                  | Corjova           |
| —             | —                  | Coșernița         |
| —             | —                  | Cruglic           |
| Dolinnoe      | Dolinnoe           | Dolinnoe          |
| Dolinnoe      | Dolinnoe           | Valea Coloniței   |
| Dolinnoe      | Dolinnoe           | Valea Satului     |
| Drăsliceni    | Drăsliceni         | Drăsliceni        |
| Drăsliceni    | Drăsliceni         | Logănești         |
| Drăsliceni    | Drăsliceni         | Ratuș             |
| —             | —                  | Dubăsarii Vechi   |
| Hîrtopul Mare | Hîrtopul Mare      | Hîrtopul Mare     |
| Hîrtopul Mare | Hîrtopul Mare      | Hîrtopul Mic      |
| Hrușova       | Hrușova            | Chetroasa         |
| Hrușova       | Hrușova            | Ciopleni          |
| Hrușova       | Hrușova            | Hrușova           |
| —             | —                  | Ișnovăț           |
| —             | —                  | Izbiște           |
| —             | —                  | Jevreni           |
| —             | —                  | Mașcăuți          |
| —             | —                  | Măgdăcești        |
| Miclești      | Miclești           | Miclești          |
| Miclești      | Miclești           | Stețcani          |
| —             | —                  | Onițcani          |
| Pașcani       | Pașcani            | Pașcani           |
| Pașcani       | Pașcani            | Porumbeni         |
| Răculești     | Răculești          | Bălășești         |
| Răculești     | Răculești          | Răculești         |
| —             | —                  | Rîșcova           |
| —             | —                  | Slobozia-Dușca    |
| —             | —                  | Zăicana           |